# Lophotidae
Họ Cá mào (Lophotidae) là một họ cá trong bộ Lampriformes. Chúng có cơ thể dài giống như ruy băng, màu bạc, được tìm thấy trong vùng nước nhiệt đới và cận nhiệt đới sâu trên toàn thế giới. Tên khoa học của chúng bắc nguồn từ tiếng Hy Lạp lophos có nghĩa là "đỉnh, mào" và liên quan đế cái đỉnh (một phần của vây lưng) xuất hiện từ những mõm và đầu, cấu trúc này mang lại cho chúng cái tên Cá kỳ lân.

## Hình ảnh

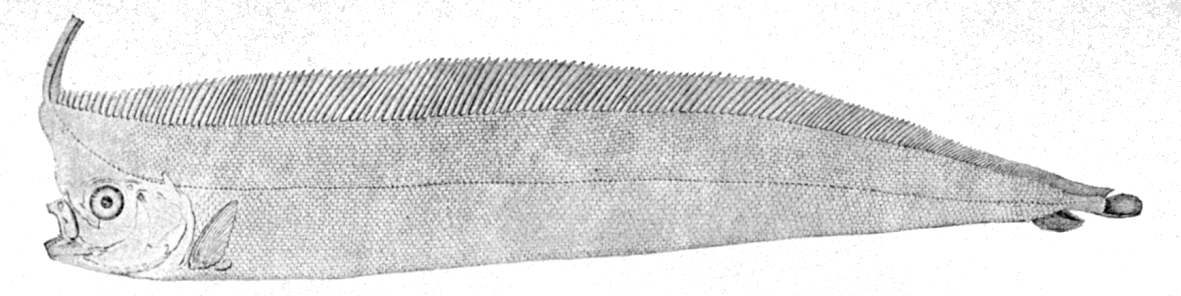
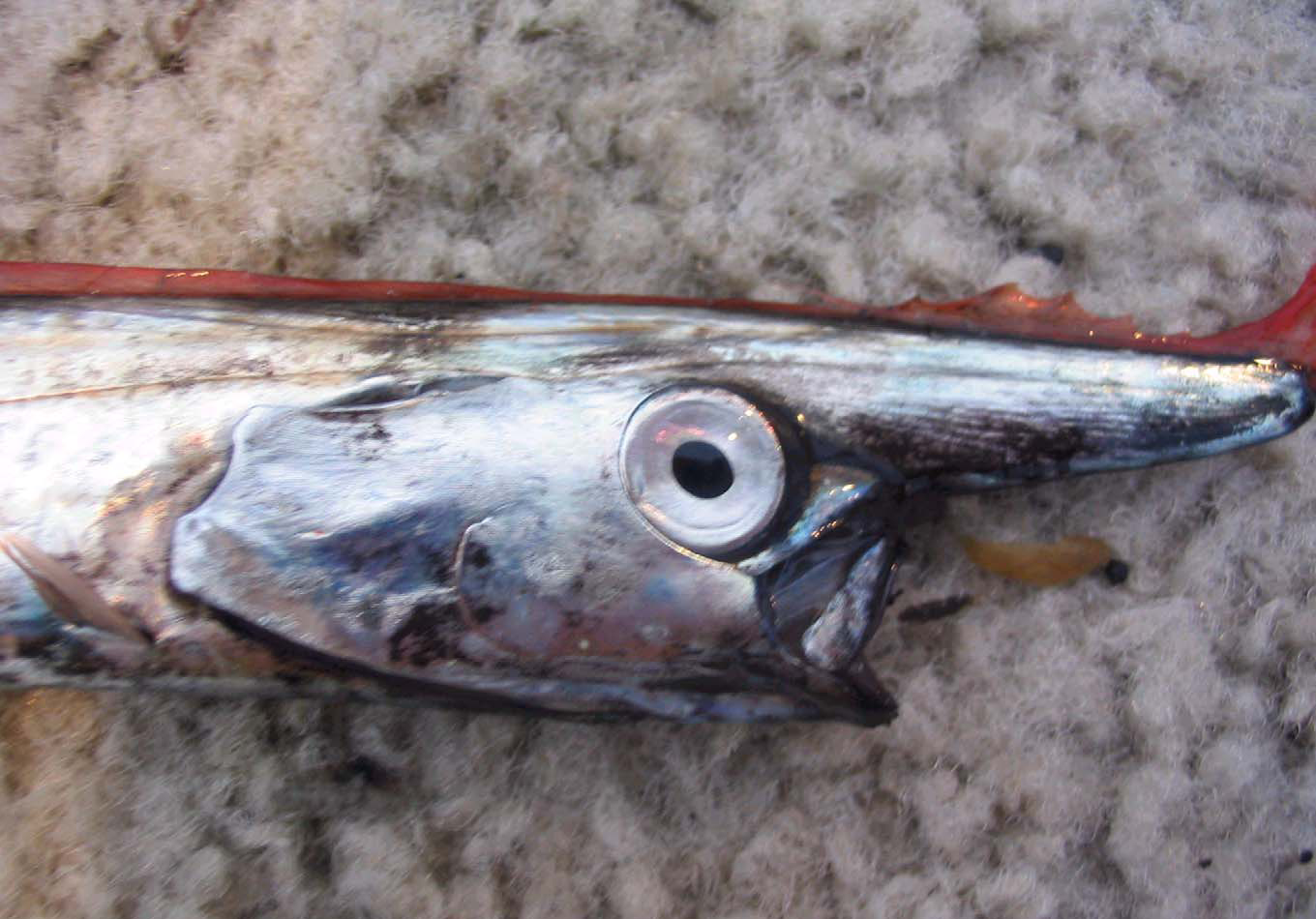
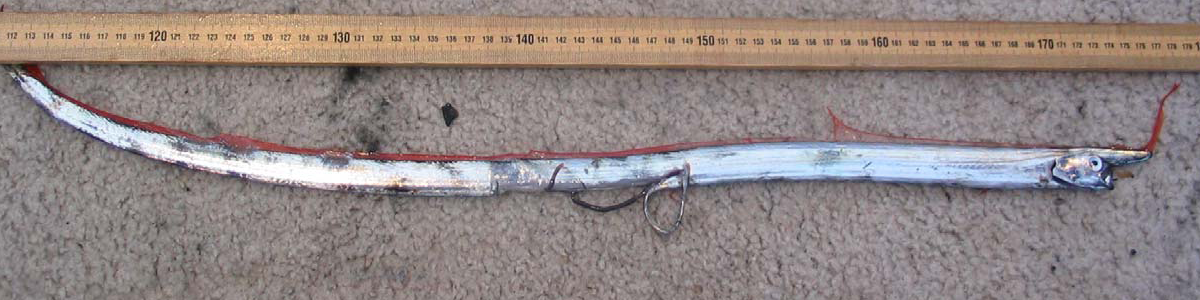